# Isosaari (ö i Finland, Lappland, Östra Lappland, lat 66,44, long 28,28)
Isosaari är en ö i Finland. Den ligger i sjön Saarijärvi och Pikku Saarijärvi och i kommunen Salla i den ekonomiska regionen  Östra Lapplands ekonomiska region  och landskapet Lappland, i den norra delen av landet, 700 km norr om huvudstaden Helsingfors. Öns area är 1,5 hektar och dess största längd är 220 meter i sydöst-nordvästlig riktning.